# Лоенгрин
Лоенгрин, немачки средњовековни спев , настао око 1285. Главни јунак, »витез са лабудом«, син је Парсифалов, па тако цео спев спада у круг предања o краљу Артуру. Ову грађу је обрадио Рихард Вагнер у својој истоименој опери (1850).